# Matilda Johnson
Matilda Alica Cynthia Johnson (selten Mathilda; geb. am 7. August 1958 in Bathurst, heute Banjul) ist eine gambische Bibliothekarin und Schriftstellerin.

## Leben
Johnson studierte um 1984 am Loughborough College und erwarb im Juni 1988 an der City of Birmingham Polytechnic (heute: Birmingham City University) einen Bachelorabschluss in Bibliotheks- und Informationswissenschaft (Librarianship and Information Studies). Später erhielt sie einen Master in diesen Fächern.
Mindestens ab Mitte der 1980er Jahre arbeitete sie als Bibliothekarin für die gambische Nationalbibliothek und war bis etwa 2004 Bibliothekarin beim Management Development Institute (MDI).
Um 2014 war sie stellvertretende Generaldirektorin (Deputy Director General) der Gambia National Library Service Authority (GNLSA), die Trägerin der gambischen Nationalbibliothek ist. 2015 übernahm sie den Posten der Generaldirektorin der Nationalbibliothek.
Johnson ist Mitglied des Chartered Institute of Library and Information Professionals.
Sie ist mit James Johnson verheiratet und hat mit ihm zwei Söhne und zwei Töchter.

## Andere Tätigkeiten
1999 half sie als Freiwillige der UN beim Unabhängigkeitsreferendum in Osttimor mit.
Neben den beruflichen Tätigkeiten engagiert sich Johnson mindestens seit 2003 in der methodistischen Kirche. 2009 wurde sie zur Vorsitzenden im Albion Methodist Lower Basic School Board gewählt und sitzt seit 2012 im Vorstand des Wesley Methodist Contemporary Nursery School Board. Außerdem wirkt sie im Gambia Christian Council und dem Education Advisory Council mit.
Um 2010/2011 war sie Präsidentin der gambischen Young Women’s Christian Association (YWCA). 2011 wurde sie zur Vizepräsidentin der World Federation of Methodist and Uniting Church Women (WFMUCW) mit der Zuständigkeit für Westafrika gewählt.
Mindestens von 2010 bis 2013 war sie Vorsitzende der  Organisation PRO-HOPE International The Gambia (PHIN Gambia). Im selben Zeitraum war sie für das Network on Gender Based Violence (NGBV) aktiv.

## Veröffentlichungen
Spätestens ab Ende der 1990er Jahre veröffentlichte sie literarische Werke in verschiedenen Zeitungen und Zeitschriften. 2005 veröffentlichte sie Gedichte in der Anthologie The Repeal and other poems, die von Hassoum Ceesay als die bedeutendste gambische feministische Veröffentlichung seit Augusta Jawaras Rebellion (1968) bezeichnet wurde.

## Werke
- 2005: The Repeal and Other Poems (Anthologie mit Werken von Johnson, Ann Therese Ndong-Jatta und Juka Jabang), Fulladu Publishers, Fajara.